# Ectropis vestita
Ectropis vestita là một loài bướm đêm trong họ Geometridae.